# جانگ سون-هیونگ
جانگ سون-هیونگ (انگلیسی: Jang Sun-hyoung؛ زادهٔ ۱۶ ژوئیهٔ ۱۹۷۵) بازیکن زن بسکتبال اهل کره جنوبی بود. وی در بازی‌های المپیک تابستانی ۲۰۰۰ شرکت کرده‌است.